# Ferdinand
Ferdinand je jméno germánského původu. Vzniklo ze staroněmeckého Fridunant. Vykládá se jako „riskující mír“ nebo „připravující se k jízdě“. V českém občanském kalendáři jeho svátek připadá na 30. květen. Zdrobnělá či domácí podoba jména je Ferda.

## Domácké podoby
Ferda, Ferdík, Ferdíček, Fero, Feroušek.

## Statistické údaje
Následující tabulka uvádí četnost jména v ČR a pořadí mezi mužskými jmény ve srovnání dvou roků, pro které jsou dostupné údaje MV ČR – lze z ní tedy vysledovat trend v užívání tohoto jména:
| Rok       | Četnost    | Pořadí   |
| 1999      | 2338       | 114.     |
| 2002      | 2135       | 121.     |
| Porovnání | o 203 méně | o 7 hůře |
| 2006      | 1782       | 137.     |

Změna procentního zastoupení tohoto jména mezi žijícími muži v ČR (tj. procentní změna se započítáním celkového úbytku mužů v ČR za sledované tři roky 1999–2002) je -8,0%, což svědčí o poměrně značném poklesu obliby tohoto jména.

## Ferdinand v cizích jazycích
- Slovensky, srbocharvátsky, nizozemsky, dánsky, norsky, švédsky, anglicky, německy: Ferdinand
- Polsky: Ferdynand
- Maďarsky: Ferdinánd nebo Nándor
- Italsky: Ferdinando nebo Fernando
- Španělsky: Fernando nebo Hernando
- Francouzsky: Ferdinand nebo Fernand
- Čínsky: 费迪南德 (Fèidínándé)
- Korejsky: 페르디난드 (Peleudinandeu)

## Slavní Ferdinandové
- Ferdinand I. – více osob, rozcestník
- Ferdinand II. – více osob, rozcestník
- Ferdinand III. – více osob, rozcestník
- Ferdinand VI. (1713–1759) – španělský král

- Ferdinand I. Kastilský (1016–1065) – zakladatel kastilského království
- Ferdinand Filip Orleánský (1810–1842) – francouzský královský princ a poslední orléánský vévoda
- Ferdinand Kastilský (1238) – kastilský infant a hrabě z Aumale

Habsburkové
- Ferdinand I. Habsburský
- Ferdinand II. Štýrský
- Ferdinand II. Tyrolský
- Ferdinand III. Habsburský
- Ferdinand IV. Habsburský
- Ferdinand V. Dobrotivý
- František Ferdinand d'Este

ostatní osoby
- Ferdinand Delorme (1755 – 1827) -  obchodník, zakladatel výroby cikorie v Čechách, majitel zámku Lochkov a pražského letohrádku Portheimka, správce statků hraběte de Pourtales, předseda sirotčince sv. Jana Křtitele v Praze, představený německé evangelické obce v Praze a mistr zednář.
- Ferdinand Maxmilián Brokoff (1688–1731) – český barokní sochař
- Ferdinand Havlík (1928–2013) – český klarinetista a kapelník v divadle Semafor
- Ferdinand Klinda (* 1929) – slovenský varhaník
- Ferdinand Knobloch (1916–2018) – kanadský psychiatr českého původu
- Ferdinand Minařík (* 1941) – československý žokej a dostihový trenér
- Ferdinand Peroutka (1895–1978) – český spisovatel, dramatik a novinář
- Ferdinand Porsche (1875–1951) – německý automobilový konstruktér
- Ferdinand de Saussure (1857–1913) – švýcarský jazykovědec
- Ferdinand Scheinost (1889–1941) – československý sportovní novinář a fotbalový funkcionář
- Ferdinand von Zeppelin (1838–1917) – německý konstruktér vzducholodí

příjmení
- Rio Ferdinand (* 1978) – anglický fotbalista

## Jiní Ferdinandové
- Ferda Mravenec – práce všeho druhu, dětská literární postava Ondřeje Sekory
- Ferdinand (stíhač tanků) – německý stíhač tanků za druhé světové války
- klaun Ferdinand